# ホシマール・アルコセル
- ジョシマール・アルコセル

ホシマール・アンヘロ・アルコセル・マクック（Josimar Angelo Alcócer McCook , 2004年7月7日 - ）は、コスタリカ・サンホセ州サンホセ出身のサッカー選手。ベルギー・ファースト・ディビジョンA・KVCウェステルロー所属。ポジションはFW。
「ジョシマール・アルコセル」とも紹介される。

## 来歴

### クラブ

#### LDアラフエレンセ
2021年にLDアラフエレンセのトップチームに昇格。8月1日のスポルティング・サンホセ戦で、後半31分に交代で起用され、プロデビュー。同年9月12日のグアダルーペFC戦では、後半19分にプロ初ゴールを記録。2023-24シーズンに先発に定着。34試合で4ゴールを決めた。

#### KVCウェステルロー
2023年8月14日、KVCウェステルローと5年契約を締結。2024年4月14日のKVメヘレン戦で、前半27分に移籍後初ゴールを決めた。

### 代表
2023年3月に、CONCACAFネーションズリーグに向けてのコスタリカ代表に初選出。25日のマルティニーク戦で代表デビュー。更に6月には2023 CONCACAFゴールドカップにも出場。2024年にはコパ・アメリカ2024の代表にも選出。グループD第3戦のパラグアイ戦では、前半7分にゴールを決め、2-1の勝利に貢献した。